# Dionysius von Augsburg
Dionysius von Augsburg († um 306), dessen Lebensdaten und Lebenslauf fast unbekannt sind, ist ein Heiliger und Märtyrer der römisch-katholischen Kirche, er soll der erste Bischof von Augsburg gewesen sein. Alle Aussagen stützen sich auf Überlieferungen und geschichtlichen Fragmenten. Sein kirchlicher Gedenktag wird am Tage der Erhebung seiner Gebeine, am 26. Februar, begangen.

## Leben
Dionysius soll der Bruder der hl. Hilaria und somit Onkel der hl. Afra gewesen sein. Weiterhin ist überliefert, dass er um 304 durch Narcissus von Girona, der nach Augsburg geflohen sein soll, getauft und von diesem angeblich zum ersten Bischof von Augsburg geweiht worden sei. Augsburg ist aber erst seit dem 6. Jahrhundert als Bischofssitz belegt. Zur Bischofsfrage:

„Was den Dionysius betrifft, zweifle man nicht, daß er bald als Priester und Vorsteher der Geistlichkeit der Beerdigung der hl. Afra beigewohnt und ebenfalls die Märtyrerkrone erlang habe. Doch hat man hierüber nichts Schriftliches…Zu gleicher Zeit sind noch andere fünf und zwanzig Personen männlichen und weiblichen Geschlechtes des christlichen Glaubens wegen zu Augsburg enthauptet worden. Ihrer zwölf sind uns namentlich bekannt…Daß es also um das Jahr 304, in welches der Märtyrertod der hl. Afra von den Meisten gesetzt wird, eine nicht ganz unbeträchtliche Christengemeinde mit Priestern und Geistlichkeit und mit einem christlichen Bethaus zu Augsburg gegeben habe, ist außer Zweifel. Das Dionysius, der als der Vornehmste aus der Geistlichkeit die Aufsicht über die christliche Kirchengemeinde daselbst geführt habe, läßt sich aus der ganzen Erzählung erschließen, nicht aber, daß er Bischof gewesen. Wer hätte ihn auch zum Bischof ordiniert, da nach den alten Kirchengeschichten (vid. Not. 7.) solche Ordination von mehreren Bischöfen geschehen mußte, und Narcissus allein es nicht thun können? Ich halte den Dionysius für den ersten geschicht-erwiesenen Pfarrer in Bayern. Selbst die Augsburger Kataloge fangen die Reihenfolge ihrer Bischöfe nicht mit Dionysius, sondern mit Zosimus von dem Jahre 590 an.“

## Martyrium und Verehrung
Dionysius soll schon bald nach dem Märtyrertod der hl. Afra, der vom Statthalter Gaius veranlasst wurde, ebenfalls enthauptet oder verbrannt worden sein. Während notwendiger Bauarbeiten unter der Sankt-Ulrich-Kirche in Augsburg wurden Reliquien gefunden, deren Ursprung man dem angeblichen Bischof Dionysius zusprach. Am 26. Februar 1258 veranlasste Papst Alexander IV. (1254–1261) die Erhebung der Gebeine. Der als Heiliger verehrte Märtyrer, dessen Name „der dem Gott geweihte“ (Dionysos= griechischer Gott des Weinhauses) wird als Bischof dargestellt und trägt als Zeichen des Martyriums einen Palmzweig. Bischof Heinrich IV. führte 1508 die kultische Verehrung ein, mehrere Kirchen und Pfarrgemeinde tragen den Namen des heiligen Dionysius von Augsburg.